# Корчинская, Оксана Анатольевна
Окса́на Анато́льевна Корчи́нская (укр. Оксана Анатоліївна Корчинська; 17 ноября 1970) — украинский общественный и политический деятель. Народный депутат Украины VIII созыва.

## Биография
Родилась в Житомире. В юности жила в Монголии. Получила среднее образование, проживает в Киеве. Глава набсовета детской больницы Охматдет.
Впервые приехала на Украину в 2014 году. Во время вооружённого конфликта на востоке Украины являлась координатором волонтерских медслужб добровольческих спецбатальонов «Азов» и «Шахтёрск».
На парламентских выборах 2014 года вошла в партийный список Радикальной партии Олега Ляшко на 24 место. В Верховной Раде VIII созыва является первым заместителем председателя Комитета Верховной Рады Украины по вопросам здравоохранения, сопредседателем группы по межпарламентским связям с Италией и членом группы по межпарламентским связям с Катаром.
1 ноября 2018 года были введены российские санкции против 322 граждан Украины, включая Оксану Корчинскую.

## Награды
- Наградное оружие — пистолет «Kel-Tec PF-9» (28 апреля 2015)[7].

## Семья
Муж — председатель партии «Братство» Дмитрий Корчинский, сын Даниил (1990).